# Begunje pri Cerknici
Begunje pri Cerknici (Italiaans: Begugne; Duits: Wigaun) is een plaats in Slovenië en maakt deel uit van de gemeente Cerknica in de NUTS-3-regio Notranjskokraška. De plaats telde 716 inwoners op 1 januari 2020.